# Deutsche Schwimmmeisterschaften 1929
Die 45. Deutschen Meisterschaften im Schwimmen fanden vom 2. bis 4. August 1929 in Breslau statt.
| Disziplin       | Männer           | Männer                          | Männer | Frauen       | Frauen               | Frauen |
| Disziplin       | Name             | Verein                          | Zeit   | Name         | Verein               | Zeit   |
| --------------- | ---------------- | ------------------------------- | ------ | ------------ | -------------------- | ------ |
| 100 m Freistil  | Ernst Derichs    | Sparta Köln                     |        | Reni Erkens  | Amateur Oberhausen   |        |
| 200 m Freistil  | Hans Balk        | SV Göppingen 1904               |        |              |                      |        |
| 400 m Freistil  | Herbert Heinrich | Poseidon Leipzig                |        | Reni Erkens  | Amateur Oberhausen   |        |
| 1500 m Freistil | Werner Neitzel   | SV Göppingen 1904               |        |              |                      |        |
| 200 m Brust     | Erwin Sietas     | Hamburger Schwimm-Club von 1879 |        | Lotte Mühe   | Hildesheimer SV 1899 |        |
| 100 m Rücken    | Ernst Küppers    | SV Viersen                      |        | Anni Rehborn | Blau-Weiß Bochum     |        |